# St. Martin (Vidhostice)

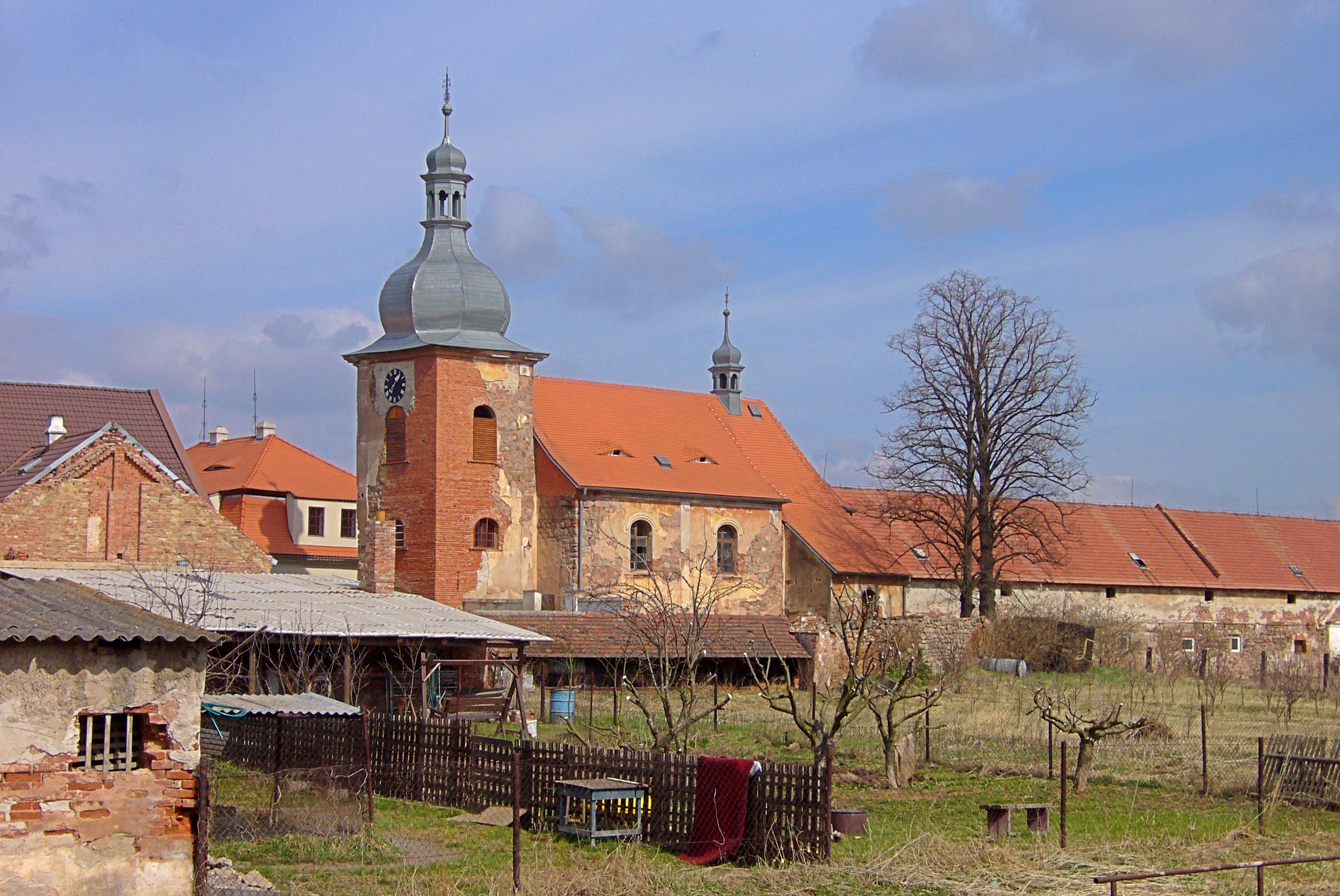
Blick zur Kirche

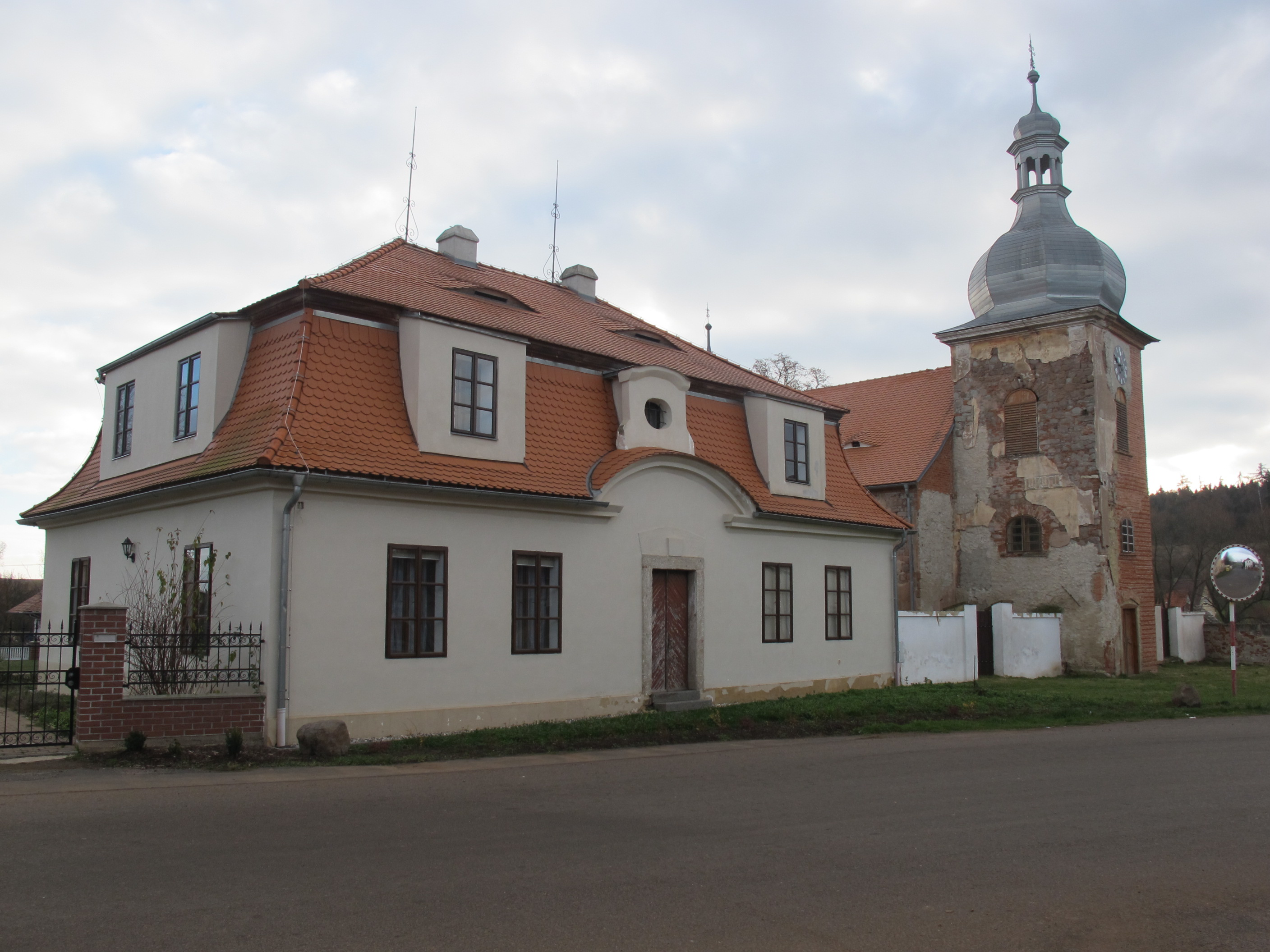
Kirche und Pfarrhaus

Die katholische Pfarrkirche St. Martin (tschechisch Kostel svatého Martina) befindet sich im Ortsteil Vidhostice (Widhostitz) der Stadt Vroutek (Rudig) in Tschechien. Sie steht unter dem Patrozinium des hl. Martin von Tours. Der spätbarocke Bau wurde anstelle eines gotischen Vorgängerbaus aus dem 14. Jahrhundert angelegt und 1791 geweiht.

## Lage
Die Kirche steht linksseitig des Mlýnecký potok (Filirschbach) neben dem Pfarrhaus und dem Gutshof im Ortszentrum von Vidhostice.

## Geschichte
Eine Kirche in Vidhostice bestand nach den Errichtungsbüchern bereits vor 1384. Die erste Erwähnung der zum Dekanat Žlutice gehörigen Filialkirche des hl. Martin erfolgte in einem Zehntverzeichnis von 1384; die Zehntleistung betrug 30 altböhmische Groschen. Seit 1413 ist eine Pfarrei in Vidhostice nachweislich. Ab 1580 gehörte die Kirche als Filiale zur Pfarrei Podbořany. Um 1650 übernahm das Karmeliterkloster Chiesch mit Unterstützung der Pfarrer von Libin und Puschwitz die Seelsorge in Widhostitz und den zum Kirchsprengel gehörigen Dörfern Wes und Drahenz. Die Führung der Matriken begann 1652. Zeitweilig waren auch Pfarradministratoren in Widhostitz eingesetzt. 1784 wurde der Kirchsprengel um das Dorf Linz, im Jahr darauf um Lust, Pschibenz und Mokotill erweitert. Wahrscheinlich erfolgte in dieser Zeit auch der Bau der neuen Kirche, wobei vom Vorgängerbau die Sakristei mit der Gruft erhalten blieb.
Im Jahre 1791 wurde die Pfarrei Widhostitz wiedererrichtet und der Linzer Schlosskaplan Bartholomäus Schlick als Pfarrer eingeführt. Zur Pfarrei gehörten die Filialkirche Kirche Mariä Himmelfahrt in Pschibenz und die Schlosskapelle Linz. Der Friedhof wurde 1865 aufgelassen und nördlich des Dorfes an der Straße nach Rudig ein neuer angelegt.
1964 wurde die Kirche einschließlich der Kirchhofsmauer zum Kulturdenkmal erklärt. Dessen ungeachtet verfiel sie in der zweiten Hälfte des 20. Jahrhunderts zunehmend. Wegen des baufälligen Zustandes wurde sie schließlich gesperrt. Im Jahre 2005 stürzte der Kirchturm teilweise ein. Durch die Stadt Vroutek und den örtlichen Verein der Freunde der Kirche St. Martin (Sdružení přátel kostela sv. Martina) wurde der Wiederaufbau eingeleitet und der Turm 2010 durch den Pfarrer von Kryry, Josef Simon, gesegnet. Inzwischen wurde auch das Kirchendach neu eingedeckt. Die weitere Instandsetzung erfolgt sukzessive. Die Kirche wird nicht für Gottesdienste genutzt, die Verwaltung der Pfarrei Vidhostice erfolgt durch die Pfarrei Podbořany.

## Beschreibung
Es handelt sich um einen weitgehend geosteten einschiffigen Bau mit einem mit Zwiebelhaube und Laterne versehenen wuchtigen Turmanbau an der Hauptfassade in der Westseite. Der den östlichen Abschluss bildende Chor hat einen rechtwinkligen Grundriss mit abgeschrägten Ecken; zu seinen Seiten befinden sich die mit einem Tonnengewölbe überwölbte Sakristei und das Oratorium. Das Kirchenschiff, der Chor und das Oratorium haben eine Flachdecke. Die Fassade mit rechteckigen Fenstern wird durch Pilaster gegliedert. Auf dem Sakristeidach ist ein Dachreiter aufgesetzt.
Umgeben wird das Bauwerk von der Umfassungsmauer des ehemaligen Friedhofes mit zwei von Säulen begrenzten Eingängen.

### Ausstattung
Die Kirche besitzt drei Altäre: den Hauptaltar auf der zweiten Hälfte des 18. Jahrhunderts sowie dem hl. Josef und der Jungfrau Maria geweihte barocke Seitenaltäre, die ca. ein Jahrhundert älter sind. Die Altarbilder waren neuzeitlicher Art und befinden sich nicht mehr in der Kirche. In das Fußbodenpflaster sind drei abgetretene Grabplatten eingelassen. Im Kircheninnern befinden sich eine barocke Kanzel und ein Renaissance-Taufstein. Die auf der hölzernen Chorempore gestandene Orgel wird in einer Orgelbauwerkwerkstatt rekonstruiert.

### Grablege der Grafen Kager von Stampach
An der Ostseite der Kirche befand sich der Eingang zur Familiengruft der Grafen Kager von Stampach. Über dem Eingang war eine zweiteilige steinerne Inschrift angebracht: rechtsseitig das Wappen der Herren Neßlinger von und zu Schelgengraben mit dem in Latein gehaltenen Spruch „Der Tod Christi bringt Leben den Verstorbenen. Georg Anton Nesslinger von Schelchengraben, Herr in Widhostitz, mit seiner Gemahlin Elisabeth, geb. Pottbuschin, für sich und seine Nachkommen.“ Linksseitig das Wappen der Grafen von Stampach und die ebenfalls lateinische Inschrift „Höre o Wanderer! Der Tod nahm hinweg den Helden, den erlauchten und hervorragenden Hr., Hr. Karl Kager Stampach, Sr. Majestät des Kaisers General über Reiterei und Fußvolk, Herr in Lünz, Lust, Widhostitz und Leschkau, Gründer des Fideicommisses über diesen Besitz, der unter dem römischen Kaiser Kriegsdienst leistete. Stets ohne Besoldung im Dienste, sehr Tapfer, doch unverwundet im Kampfe, starb er an sehr schwerer Krankheit am 5. April 1768 im Alter von 77 Jahren.“
In der Gruft wurden in drei Reihen die letzten Vertreter des Geschlechts Kager von Stampach beigesetzt.
unten: Ludmilla Kager Gräfin von Stampach (12. Mai 1605 – 22. November 1680) und Karl Kager Graf von Stampach (10. August 1691 – 5. April 1768), General der Kavallerie und Gründer der Fideikommissherrschaft
mittig: Franz Xaver Kager Graf von Stampach (8. März 1742 – 22. April 1804), Oberstburggraf des Königreiches Böhmen, Ritter des Stephansordens und k. k. Hofmarschall, dessen Frau, die Sternkreuzordens- und Hofdame Karoline Kager Gräfin von Stampach, geborene Gräfin von Unwerth, der k. k. Kämmerer Wenzel Kager Graf von Stampach (24. Jänner 1771 – 20. Jänner 1815) sowie Johann Kager Graf von Stampach (11. November 1777 – 13. Oktober 1813)
oben: Karl Graf von Pachta, Freiherr von Rayhofen (16. September 1758 – 18. Dezember 1846) und dessen Frau Maria Gräfin von Pachta, geborene Gräfin Kager von Stampach (31. Mai 1772 – 8. Dezember 1847).